# 济南东站
济南东站位于中国山东省济南市历城区鲍山街道，于2016年4月20日开工，2018年12月26日随济青高速铁路共同开通运营。因胶济铁路大明湖站此前名为济南东站，为与之相区分，本站建设时暂名济南新东站，济南市民也多称其为新东站。
济南东站是济青高速铁路、石济客运专线、济莱高速铁路上的客运站，建设中的济滨城际铁路、规划中的济枣高速铁路亦经过该站，预计2030年日均发送4.6万人、2040年日均发送6.14万人。

## 车站结构

### 站房
济南东站由法国AREP设计公司设计，整体呈马鞍形，由20个大型钢拱结构组成。车站由南侧主站房、北侧子站房及高架候车厅三部分组成，上下共分为五层：地下二层为横穿车场的市政轨道交通结构层，地下一层包括国铁出站厅、城市通廊、地铁及出租车换乘区、地下停车场（含夹层），地面层包括市政公交车（含BRT）、长途汽车办公区及商业区，站台层包括国铁进站厅、售票区及办公区，高架层包括国铁候车厅及车站办公区。整个站房综合体南北总长407米，南侧主站房东西长340米，北侧子站房东西长256米。
- 售票处
- 进站大厅
- 安检处
- 到达层

### 站场
在石济客专的规划过程中，济南东站是其东端的始发站，当时的设计规模为3台7线。在其后济青高铁的规划中，济南东站同样为始发站，因而扩大了规模。初期建设的济青高速铁路、石济客运专线共8台17线，同时预留黄东联络线1台2线，济莱高速铁路、济滨城际铁路共4台8线。随着2022年黄东联络线、济莱高速铁路的相继开通，济南东站的规模达到设计的13台27线。

## 配套交通

### 公共汽车

#### 济南快速公交
- BRT-11 济南东站公交西枢纽–全福立交桥
- BRT-12 济南东站公交西枢纽–全运媒体村

#### 常规公共汽车
- K187 济南东站公交东枢纽-燕山立交桥东
- K188 济南东站公交东枢纽-唐冶公交枢纽
- K189 济南东站公交东枢纽-凤凰路博学路
- K263 济南东站公交西枢纽-济南黄河国际会展中心
- 529 济南东站公交东枢纽-郭家

### 轨道交通
- 济南轨道交通3号线济南东站